# Tetrameringia distoma
Tetrameringia distoma är en tvåvingeart som beskrevs av Verbeke 1963. Tetrameringia distoma ingår i släktet Tetrameringia och familjen träflugor.
Artens utbredningsområde är Madagaskar. Inga underarter finns listade i Catalogue of Life.